# Intelligent dance music
Intelligent dance music (IDM; en inglés: "música inteligente de baile") es un género de música electrónica que surgió a principios de los años 1990. Su creación estuvo influenciada por los avances de la música dance underground, tales como el Detroit techno y varios estilos breakbeat que estaban emergiendo en el Reino Unido en esa época. Estilísticamente, IDM tendía a basarse en la experimentación individualista, en lugar de adherirse a características musicales asociadas a géneros específicos de la música de baile. La gama de estilos post-techno que emergieron a principios de la década de 1990 fueron descritos de maneras diversas, como "art techno", "ambient techno", "intelligent techno", y "electronica". En los Estados Unidos, este último se utiliza a menudo como un término general para describir no solo a la música electrónica downtempo o no bailable, sino también la música electrónica de baile (EDM).
Se dice que el término "IDM" se originó en los Estados Unidos en 1993, con la formación de la "IDM list", una lista de correo electrónico, originalmente creada para la discusión musical de varios artistas ingleses prominentes, especialmente los que aparecieron en una compilación de 1992 de Warp Records llamada Artificial Intelligence. Algunos de los artistas más significativos del género son Aphex Twin, Autechre, Mr Oizo, Boards of Canada, The Future Sound of London, Black Dog Productions, y Squarepusher. Incluso logró influenciar a bandas de rock célebres como Radiohead.

## Historia
En la época en que el fenómeno rave se desarrollaba en Inglaterra, un número de productores musicales de esa escena comenzaron a explorar el campo de la experimentación sonora. Muy influidos por el primer techno, especialmente su vertiente más onírica o reposada, y al mismo tiempo por el ambient, comenzaron a desarrollar un tipo de techno que no estaba destinado para la pista de baile sino para escuchar fuera del club.

(...) Este techno inteligente, material con el cual relajarse sin que forme parte del decorado (no como el ambient).

Se cree que el término "IDM" se formó en Estados Unidos en 1993 a partir de la creación de la IDM list, una lista de correo que nació con el objetivo de comentar y discutir sobre un grupo de artistas de techno inglés que estaban surgiendo en la época. Especialmente todos aquellos asociados al sello discográfico Warp Records y a la serie de recopilatorios y discos Artificial Intelligence. El nombre puede rastrearse en grupos de discusión de Internet hasta 1991. Antes de la adopción del término eran comunes otros nombres como "braindance" (preferido por el sello Rephlex Records), "electronic listening music", "listening techno", "art techno" y "experimental techno".

## Consolidación

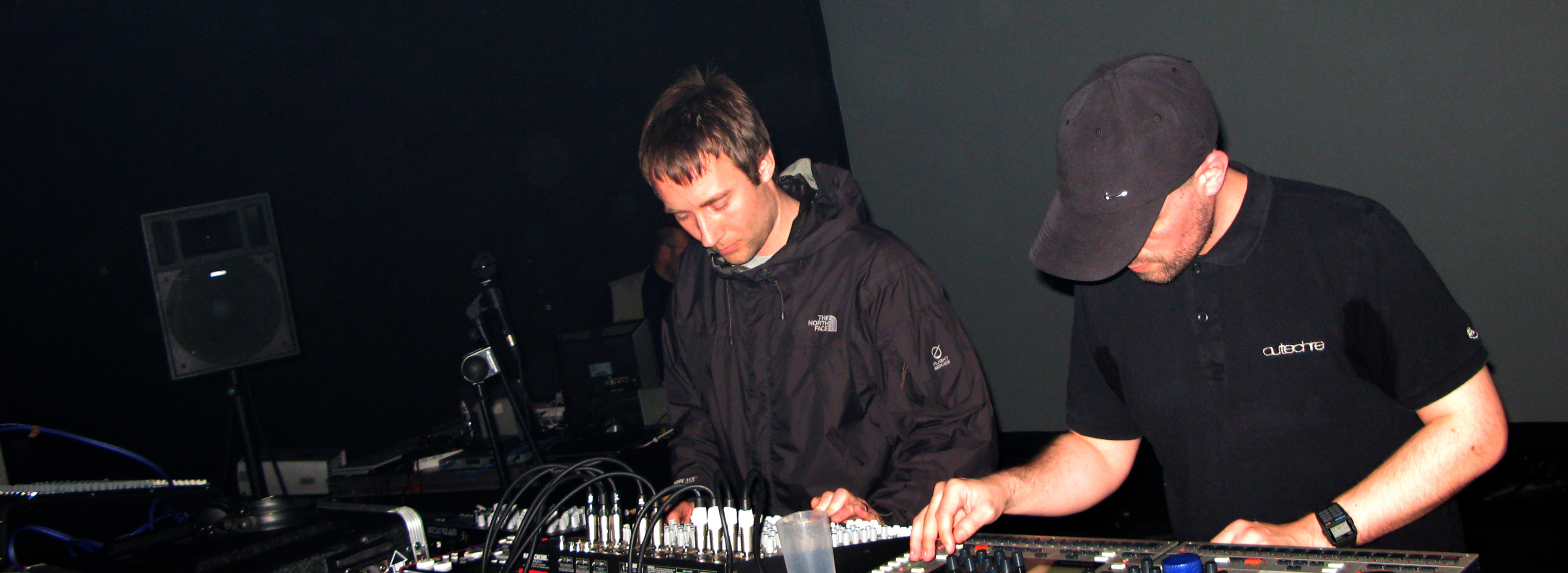
Autechre en directo.

A medida que la década de los noventa iba avanzando la definición de IDM se fue estrechando, especialmente tras la publicación del segundo volumen de la serie Artificial Intelligence de Warp. El IDM empezó a asociarse claramente con la variante de música electrónica más experimental y excéntrica producida por artistas como Aphex Twin, Autechre, LFO, B12 y Black Dog Productions, todos ellos relacionados con el sello Warp. También se vinculó a este movimiento la música de otros sellos discográficos como General Productions Recordings (creado en 1989 por Wayne Archbold), Rephlex Records (creado en 1991 por Richard D. James alias Aphex Twin y Grant Wilson-Claridge) o Applied Rhythmic Technology (creado por Kirk Degiorgio). La mayoría de estos músicos y plataformas creativas estaban localizados en Gran Bretaña.
El carácter comprensivo del IDM, que desde su consolidación lo configura como una amalgama de géneros cuyo vector principal es su carácter experimentador, hace que puedan asociarse a sus composiciones múltiples géneros musicales. Tras una primera época todavía muy ligada a la escena bleep del norte de Inglaterra, a la sonoridad del detroit techno y a la escena acid, el IDM evoluciona tomando caminos estilísticos cada vez más variados. Recoge en ocasiones influencias del jazz por parte de creadores como Squarepusher, Prefuse 73,  o Rumpistol. También ha utilizado profusamente estructuras rítmicas del drum and bass. Nunca ha dejado de lado los patrones rítmicos del electro o el sonido acid de la Roland TB-303. Muchos artistas vinculados a esta música, además, han seguido creando paisajes sonoros de estilo ambient. Finalmente, existe toda una corriente que se acerca a la experimentación del sonido propia de la música culta, con composiciones intrincadas y abstractas.

## Críticas al término
El término "intelligent dance music"  ha sido criticado por servir de cajón de sastre que agrupa a artistas y estilos muy dispares sin elementos de unión claros y definidos. También ha sido criticado por el uso de la palabra "inteligente", en el sentido de considerar que puede dar lugar a una interpretación elitista frente a otros estilos. Otra crítica habitual proviene de los propios músicos, que rechazan esta etiqueta como poco o nada representativa.

## Producción
La IDM es producida a través de instrumentos electrónicos, mediante sintetizadores, secuenciadores y otro equipo electrónico, aunque también puede incorporar elementos acústicos tradicionales. Una figura muy representativa del estilo ha sido el llamado bedroom producer (traducido literalmente como "productor de dormitorio"). Se trata de un tipo de músico que crea a través de un estudio de grabación y producción construido en su propia casa con hardware y software que va adquiriendo poco a poco.

"Tener tu propio estudio en tu cuarto es importante. Ahorras dinero, tu música gana en personalidad y no pierdes el tiempo, todo es más rápido, más relajado". Luke Vibert.

Actualmente, se ha impuesto la utilización de equipo digital y el uso de ordenadores, de ahí que se hable de laptop producer en contraposición al clásico bedroom producer. Las actuaciones en directo están cada vez más basadas en el uso de un ordenador portátil junto a un controlador MIDI. Normalmente, los conciertos combinan material ya grabado previamente con otro creado en directo.

## Productores significativos de IDM
| - Alon Mor - Amon Tobin - Aphex Twin - Apparat - Arca - Autechre - B12 - Beaumont Hannant - Bistro Boy - Boards of Canada - Boc Scadet - Clan Balache - Culprate - Cylob - Daveeth - Envmod - Microesfera - Fluke - Gescom - Isan - Iszen - Jega - Jeremy Flagelo - John Frusciante - Kettel - Kid 606 - Kirk Degiorgio - LFO - Locust Toybox | - Luke Vibert - Mike Paradinas - Moloko - Monolake - Mr. Bill - Mr. Oizo - múm - Malísima - Orbital - Óscar Mulero - Otto von Schirach - Paul Kalkbrenner - Plaid - Proem - Rumpistol - Ruxpin - SebastiAn - Siriusmo - Skurken - Sneed & Larsen - Squarepusher - The Black Dog - The Future Sound of London - Tipper - Two Lone Swordsmen - Tycho - Venetian Snares - Dami Paglialunga - Vladislav Delay - Vlisa - Wisp - Rizomagic |

## En YouTube
Existen también en YouTube diversos canales que ofrecen una amplia audioteca en cuanto a música IDM, entre los más destacados están:

WomanElectroSounds
TheIDMMaster
Electrónica for all
Drillobite
DroidLife Archivado el 6 de mayo de 2019 en Wayback Machine.

## Radios en línea que ofrecen música IDM
FluxFm Eclectic Electric
SomaFM Cliqhop idm
Malísima FM